# Pareas chinensis
Espèce
Synonymes
- Amblycephalus chinensis Barbour, 1912
- Amblycephalus monticola chinensis Barbour, 1912
- Amblycephalus monticola kuangtungensis Mell, 1931
- Amblycephalus monticola kwangtungensis Mell, 1931
- Amblycephalus monticola yunnanensis Mell, 1931

Pareas chinensis est une espèce de serpents de la famille des Pareatidae. 

## Répartition
Cette espèce est endémique du sud de la république populaire de Chine. Elle se rencontre dans les provinces du Fujian, du Jiangxi, du Guandong, du Guangxi, dans l'ouest du Guizhou, au Sichuan, dans l'est du Tibet, au Yunnan et à Hong Kong. Sa présence est incertaine dans le nord-est de la Birmanie.

## Publication originale
- Barbour, 1912 : Some Chinese Vertebrates: Amphibia and Reptilia. Memoirs of the Museum of Comparative Zoölogy, vol. 40, n. 4, p. 125-136 (texte intégral).